# 盧家宏
盧家宏（1977年1月1日—），台灣音樂人、結他手及編曲家，於國立臺灣大學土木工程系畢業。盧精於指弹吉他，演奏曲风多种多样，包括爵士樂，蓝调，布鲁斯等等。發行過一張演奏專輯《大海嘯 TSUNAMI》，並且憑此入圍第23屆金曲獎演奏類最佳專輯獎。

## 外部連結
- 盧家宏的Facebook專頁